# 比托姆的波列斯瓦夫
比托姆的波列斯瓦夫（波蘭語：Bolesław bytomski，1330年—1355年10月4日），比托姆公爵，瓦迪斯瓦夫之子，1352年至1355年在位。

## 家庭
1347年，波列斯瓦夫與斯滕貝格的瑪克塔結婚，兩人共有三個女兒：
1. 艾爾茲別塔（約1348年—1374年），切申公爵夫人
2. 歐菲米亞（約1351年—1411年），津比采公爵夫人
3. 波爾卡（約1353年—1428年），修女